# Невес Диас, Мишел
Мишёл Невес Диас (порт. Michel Neves Dias; род. 13 июля 1980, Сан-Паулу) — бразильский футболист, полузащитник и нападающий, наиболее известный по выступлениям в 2000-е годы за такие клубы, как «Интернасьонал», с которым выиграл Кубок Либертадорес и Клубный чемпионат мира 2006 года, и «Жувентуде». В настоящее время выступает за клуб «Португеза Деспортос»

## Биография
Мишёл Невес Диас — воспитанник школы клуба «Жувентуде», в составе этой команды дебютировал в 1999 году, когда «Попугаи» выиграли свой первый крупный трофей общенационального уровня — Кубок Бразилии. В следующем году Мишёл уже дебютировал в рамках чемпионата Бразилии. В 2003 году уехал выступать в Корею, а затем в Португалию. В следующем году вернулся в «Жувентуде», а в начале 2005 был отдан в аренду в свой первый большой бразильский клуб, «Крузейро». После этого недолго выступал за «Гояс», пока не присоединился к «Интернасьоналу», с которым связаны лучшие годы в карьере Мишела.
Мишёл очень эффективно провёл групповой раунд Кубка Либертадорес 2006 года — он сумел отличиться тремя забитыми голами — в ворота «Насьоналя», УНАМ Пумас и «Унион Атлетико Маракайбо». «Интер» занял первое место в группе, а затем успешно прошёл все стадии плей-офф. Мишёл в финальных играх против «Сан-Паулу» два раза выходил на замену в конце встреч. Таким образом, Мишёл внёс свой вклад в первую в историю победу «Интернасьонала» в Кубке Либертадорес. В декабре того же года «Интер» в финале Клубного чемпионата мира обыграл «Барселону», но Мишёл, включённый в заявку на турнир, не появлялся на поле, также, как и в полуфинальной игре.
После 2007 года Мишёл выступал на правах аренды за команды низших дивизионов, с 2010 года — переходил в различные команды такого же уровня уже на правах свободного агента, заключая краткосрочные контракты. Предпоследним клубом Мишела по состоянию на апрель 2013 года был СЭР Кашиас из Кашиас-ду-Сул. В настоящий момент игрок клуба «Интернасьонал» из Санта-Марии.

## Достижения
- Обладатель Кубка Бразилии: 1999
- Чемпион штата Баия: 2008
- Обладатель Кубка Либертадорес: 2006
- Победитель клубного чемпионата мира: 2006